# Palazzo Morattini
Il palazzo Morattini è un palazzo di Forlì, all'angolo fra le vie Piero Maroncelli e Silvio Pellico. 

## Storia
L'edificio sorge sul sito di una domus romana di età imperiale, di cui nel 1885 è stato rinvenuto un pavimento a mosaico geometrico bianco e nero (risalente alla prima metà del II secolo d.C.),oggi conservato presso il Museo archeologico cittadino.
Prende il nome dalla famiglia Morattini, che entrò in possesso del palazzo sul finire del Cinquecento. 
Tracce della prima fase di vita dell'edificio sono attualmente visibili nelle cantine, dove si trova una galleria che conserva l'antico pozzo, e nel portico del cortile interno, dove si conservano alcuni capitelli compositi cinquecenteschi. Un secondo pozzo della fase più antica è stato riportato alla luce nei lavori di restauro nell'anno 2007 ed è ora visibile grazie alla copertura in vetro nel cortile.
L'assetto attuale del palazzo risale al Settecento ed è il risultato di accorpamenti e ampliamenti. Al piano nobile si accede da un ampio scalone e il salone di 400 m² fu arricchito nell'Ottocento da affreschi sulle volte, alcuni opera di Felice Giani.
Dal 1859 divenne sede della Gendarmeria Pontificia e successivamente della filanda Brasini. 
Una lapide murata nell'androne ricorda la visita del re Umberto I alla filanda Brasini, avvenuta nel 1888. Una seconda epigrafe commemorativa presente nell'androne ricorda il tenente colonnello pilota Ivo Oliveti, medaglia d'oro al valor militare, che vi abitò per un certo periodo. 
Dal 2004 è sede dell'OASI (ex ente Orfanotrofi), che vi ha la propria sede nel piano nobile. Nel 2007 è stato sottoposto a restauro a cura di tutti i proprietari.